# Belavezjaavtalet
Belavezjaavtalet var ett avtal som innebar Sovjetunionens upplösning och bildandet av Oberoende staters samvälde, som ännu existerar. Namnet kommer från en skog, Białowieżaskogen (Belaveskaja Pusjtja), där det statliga gästhuset Viskuli finns. Avtalet skrevs på 8 december 1991 av ledarna för Ryssland, Ukraina och Vitryssland (Boris Jeltsin, Leonid Kravtjuk och Stanislaŭ Sjusjkevitj).